# Rhododendron wilhelminae
Rhododendron wilhelminae är en ljungväxtart som beskrevs av Bénédict Pierre Georges Hochreutiner. Rhododendron wilhelminae ingår i släktet rododendron, och familjen ljungväxter. Inga underarter finns listade i Catalogue of Life.